# La Noria (Michoacán)
La  Noria es una comunidad ubicada en el extremo norte del municipio de Churintzio Michoacán, el nombre se debe a una corriente de agua subterránea que pasa por el lugar su distancia de la cabecera del municipio es 5 Kilómetros.
De sus primeros pobladores se sabe fue la familia Aldama le siguieron las familias Heredía y Cortés.

## La hacienda
Desde finales del siglo XIX fue una de las haciendas más importantes del Estado de Michoacán escenario de episodios Porfiristas, revolucionarios y agraristas. La hacienda está considerada como monumento histórico del estado de Michoacán.